# Robert Yerkes
Robert Mearns Yerkes, ameriški psiholog, etolog in primatolog, * 26. maj 1876, Breadysville, Pensilvanija, ZDA, † 3. februar 1956, New Haven, Connecticut, ZDA.
Najbolj je poznan po svojem delu na področju testiranja inteligentnosti in na področju komparativne psihologije. Yerkes je bil pionir v raziskovanju inteligentnosti pri primatih. Po njem je poimenovan umetni jezik za primate-Yerkish. Razvil je Army Alpha in Army Beta teste inteligentnosti, ki jih je ameriška vojska uporabljala pri rekrutiranju v času prve svetovne vojne. Med drugim je skupaj z Johnom Dillinghamom Dodsonom odkril Yerkes–Dodsonov zakon. Leta 1917 je bil predsednik Ameriškega psihološkega združenja.